# Eochondrosteus sinensis
Eochondrosteus sinensis è un pesce osseo estinto, appartenente agli acipenseriformi. Visse nel Triassico inferiore (circa 249 - 247 milioni di anni fa) e i suoi resti fossili sono stati ritrovati in Cina.

## Descrizione
Questo pesce era di piccole dimensioni, e non superava i 20 centimetri di lunghezza. Era dotato di una colonna vertebrale non ossificata, ma era presente una fila di ossificazioni dorsali e supraneurali lungo il corpo. L'osso frontale era di forma rettangolare, grande quasi quanto il parietale. Il subopercolo era a forma di ventaglio, con un processo anteriore allungato, di grande taglia (quasi il doppio dell'opercolo). La mascella si innalzava a metà della sua lunghezza, ed era presente una premascella triagolare con denti acuminati nella parte anteriore ventrale. L'osso dentale era lungo e sottile, dotato di denti nella parte anteriore. La pinna dorsale era posta dietro le pinne pelviche, e la pinna caudale era eterocerca, con fulcri sia dorsali che ventrali. Il corpo era liscio e privo di scaglie; erano presenti solo alcune scaglie romboidali nel lobo superiore della pinna caudale. 

## Classificazione
Eochondrosteus sinensis venne descritto per la prima volta nel 2005, ed è un rappresentante arcaico degli acipenseriformi, il gruppo di pesci ossei condrostei attualmente rappresentato dagli storioni e dai pesci spatola. Sembra che Eochondrosteus fosse un membro basale del gruppo, che si distingueva da tutti gli altri acipenseriformi per una combinazione di caratteristiche (tra cui il grande subopercolo, la presenza di una premascella con denti e un corpo liscio). I fossili di questo animale furono scoperti nella zona di Mazongshan, nella provincia di Gansu nel nordovest della Cina, in terreni inizialmente attribuiti al Permiano superiore ma in seguito ascritti all'inisio del Triassico.